# مرورگر وب بدون واسط گرافیکی کاربر
مرورگر وب بدون واسط گرافیکی کاربر(انگلیسی: Headless browser) نوعی مرورگر وب بدون واسط گرافیکی کاربر است.
این نوع مرورگر وب محیطی مشابه مرورگر های محبوب وب را ایجاد می کند که به صورت خودکار قادر به کنترل صفحات وب است، این نوع مرورگر قابل اجرا در رابط خط فرمان و شبکه های ارتباطی است. کاربرد کلی مرورگرهای بدون واسط گرافیکی در آزمایش صفحات وب، چگونگی رندر المنت های HTML، بررسی کتابخانه های جاوا اسکریپت می باشد باید در نظر داشت در حالت معمول مباحثی همچون چارچوب صفحه، رنگ بندی، قلم، اجرای کد جاوااسکریپت و آژاکس در دسترس نیست.
گوگل در سال 2009 اعلام کرد که استفاده از مرورگرهای وب بدون واسط گرافیکی کاربر در موتورهای جستجویی که از تکنولوژی Ajax استفاده میکنند می توانند کمک کننده باشد.

## کاربرد ها
کاربرد های مرورگر وب بدون واسط گرافیکی کاربر شامل:
- آزمایش خودکار در برنامه های کاربردی وب مدرن
- گرفتن عکس از صفحات وب
- ایجاد آزمایش های خودکار از کتابخانه های جاوا اسکریپت
- خودکار سازی تعامل ها در صفحات وب

### موارد استفاده مخرب
- استفاده در حملات DDOS

## فهرست مرورگر های وب بدون واسط گرافیکی
فهرستی از مرورگر های وب بدون واسط گرافیکی:
- PhantomJs
- HtmlUnit
- TrifleJS
- Splash